# Mbam-Nkam jezici
Mbam-Nkam jezici, ogranak Narrow Grassfields jezika raširenih na području Kameruna. Satoji se od 4 uže podskupine koje ubuhvaćaju (35) jezika. Prema novijoj klasifikaciji jezik medumba je iz podskupine bamileke prebaćen u podskupinu nun. Predstavnici su: 
a) Bamileke (11): fe'fe', ghomálá', kwa',  medumba (u podskupinu nun), mengaka, nda'nda', ngiemboon, ngomba, ngombale, ngwe, yemba;
b) Ngemba (9): awing, bafut, bambili-bambui, bamukumbit, beba, kpati, mendankwe-nkwen, ngemba, pinyin;
c) Nkambe (7): dzodinka, kwaja, limbum,  mbe', mfumte, ndaktup, yamba;
d) Nun (8): baba, bafanji, bamali, bambalang, bamenyam, bamun, bangolan, mungaka. Po novijoj klasifikaciji pripada joj i jezik medumba.

## Vanjske poveznice
- Ethnologue (14th)
- Ethnologue (15th)